# Kostel Navštívení Panny Marie (Němčičky)
Římskokatolický kostel Navštívení Panny Marie v Němčičkách byl postaven v roce 1678 na místě starší stavby, která v témže roce zcela vyhořela. Je chráněn jako kulturní památka České republiky.
Zdejší varhany, zhotovené v raných letech 20. století, údajně koupil bájný Jura, celým jménem Jiří Benda, známý z pověsti O dávném pokladu, který našel v podzemí svého domu. U vchodu do kostela z boku se nachází velký dřevěný kříž. Kostel se nachází na návsi v centru obce nedaleko hlavní silnice, mezi zdejší základní a mateřskou školou a kulturním domem.